# Michael Peterson
Michael Peterson (Aberystwyth, Wales, 6 december 1952) is een veroordeelde crimineel, die het grootste deel van zijn leven in gevangenissen heeft doorgebracht. Hij noemt zichzelf Charles Bronson, naar de filmacteur Charles Bronson.
In 1974 werd hij tot gevangenisstraf veroordeeld voor een gewelddadige overval. Sindsdien werd zijn verblijf in de cel meerdere malen verlengd. In de tussentijd was hij slechts drie maanden op vrije voeten. Hij bracht in totaal 30 jaar in isolatie door, vanwege aanvallen op medegevangenen en bewakers. Ook was hij meermaals betrokken bij gijzelingsacties. Zijn gedrag leidde ertoe, dat hij al in 120 verschillende gevangenissen heeft verbleven.
In de gevangenis onderwierp hij zich aan een extreem fitnessprogramma, onder andere bestaande uit 2500 keer opdrukken per dag. In 2002 bracht hij een boek uit getiteld Solitary Fitness, waarin hij zijn trainingsmethoden met minimale middelen en ruimte uitlegde.
In 2008 werd een biografische film uitgebracht over Peterson, genaamd Bronson. De crimineel werd vertolkt door Brits acteur Tom Hardy.